# Bruckenthalia spiculifolia
Espèce
Bruckenthalia spiculifolia est une espèce de plantes à fleurs du genre Bruckenthalia et de la famille des Ericaceae. C'est une bruyère trouvée en Eurasie.
Selon Plants of the World Online, c'est un synonyme d’Erica spiculifolia Salisb.

## Répartition
la plante est trouvée en Europe (Albanie, Bulgarie, Grèce, Roumanie, ex-Yougoslavie) et en Asie (Turquie).